# Coryphellina cerverai
Coryphellina cerverai is een slakkensoort uit de familie van de Flabellinidae. De wetenschappelijke naam van de soort werd voor het eerst geldig gepubliceerd in 2007 door Fischer, van der Velde en Roubos als Flabellina cerverai.